# Gustavo Kuerten
Gustavo Kuerten, född 10 september 1976 i Florianópolis, är en brasiliansk före detta professionell tennisspelare. Han var en utpräglad grusspecialist som vann Franska öppna tre gånger.

## Tenniskarriären
Gustavo Kuerten blev professionell spelare på ATP-touren 1995. Han har vunnit 20 singeltitlar och 8 dubbeltitlar på touren. Bland meriterna märks tre Grand Slam-titlar i singel, alla på grusunderlag i Franska öppna. Han rankades som bäst som världsetta i singel i december 2000. I dubbel är hans bästa rankingplacering nr. 38 1997. Han har i prispengar totalt spelat in $14 743 338.
Kuerten vann 16 av sina 20 singeltitlar perioden 1997–2001. Säsongen 1997 nådde han första gången singelfinalen i Franska öppna där han besegrade tvåfaldige Grand Slam-vinnaren Sergi Bruguera. Han vann singeltiteln igen 2000 efter finalseger över svensken Magnus Norman och segrade i turneringen även året därpå, 2001, efter finalseger över spanjoren Àlex Corretja. 
Bland Kuertens förnämsta singelmeriter märks också finalseger i Tennis Masters Cup 2000, där han i finalen besegrade Andre Agassi med setsiffrorna 6-4, 6-4, 6-4. I Master-serien märks också seger i Italienska öppna i Rom 1999. Kuerten finalbesegrade där australiern Patrick Rafter med 6-4, 7-5, 7-6.
Från säsongen 2004 var Kuerten skadedrabbad och genomgick bland annat en höftoperation. Han avslutade karriären efter sin förlust i första omgången i Franska öppna 2008.

## Spelaren och personen
Gustavo Kuerten började spela tennis som 6-åring med sina föräldrar. Han vann som junior dubbeltiteln i Franska öppna tillsammans med Nicolas Lapentti.
Kuerten var en utpräglad baslinjespelare med störst framgångar på grusunderlag. Han har en mycket svårreturnerad serve och slår grundslagen med kraftig topspin från bakplan. 
Han grundade Institute Guga Kuerten 2000 för att hjälpa handikappade. Säsongen 2000 utnämndes han till ATP Player of the Year. 

## Grand Slam-finaler, singel (3)

### Titlar (3)
| År   | Mästerskap    | Finalmotståndare | Setsiffror            |
| 1997 | Franska öppna | Sergi Bruguera   | 6-3, 6-4, 6-2         |
| 2000 | Franska öppna | Magnus Norman    | 6-2, 6-3, 2-6, 7-6(6) |
| 2001 | Franska öppna | Àlex Corretja    | 6-7(3), 7-5, 6-2, 6-0 |

## Övriga ATP-titlar
- Singel
  - 1998 – Stuttgart utomhus, Mallorca
  - 1999 – Monte Carlo, Italienska öppna
  - 2000 – Santiago, Hamburg, Indianapolis, Tennis Masters Cup
  - 2001 – Buenos Aires, Acapulco, Monte Carlo TMS, Stuttgart, Cincinnati TMS
  - 2002 – Costa Do Sauipe
  - 2003 – Auckland, St. Petersburg
  - 2004 – Costa Do Sauipe
- Dubbel
  - 1996 – Santiago
  - 1997 – Estoril, Bologna, Stuttgart utomhus
  - 1998 – Gstaad
  - 1999 – Adelaide
  - 2000 – Santiago
  - 2001 – Acapulco